# Cantone di Guillestre
Il Cantone di Guillestre è una divisione amministrativa dell'arrondissement di Briançon.
A seguito della riforma approvata con decreto del 20 febbraio 2014, che ha avuto attuazione dopo le elezioni dipartimentali del 2015, è passato da 9 a 16 comuni.

## Composizione
I 9 comuni facenti parte prima della riforma del 2014 erano:
- Ceillac
- Eygliers
- Guillestre
- Mont-Dauphin
- Réotier
- Risoul
- Saint-Clément-sur-Durance
- Saint-Crépin
- Vars

Dal 2015 i comuni appartenenti al cantone sono i seguenti 16:
- Abriès
- Aiguilles
- Arvieux
- Ceillac
- Château-Ville-Vieille
- Eygliers
- Guillestre
- Molines-en-Queyras
- Mont-Dauphin
- Réotier
- Risoul
- Ristolas
- Saint-Clément-sur-Durance
- Saint-Crépin
- Saint-Véran
- Vars